# لیدی اسمیت، نیو ساوت ولز
لیدی اسمیت (به انگلیسی: Ladysmith) یک شهرک در استرالیا است که در نیو ساوت ولز واقع شده‌است.